# Internazionali d'Italia 1957 - Singolare femminile
Il singolare femminile del torneo di tennis Internazionali d'Italia 1957, ha avuto come vincitrice Shirley Bloomer che ha battuto in finale Dorothy Knode con il punteggio di 1–6 9–7 6–2.

## Teste di serie
1. Shirley Bloomer (Campionessa)
2. Thelma Coyne Long (quarti di finale)
3. Dorothy Head Knode (finale)
4. Darlene Hard (terzo turno)

## Tabellone

### Legenda
| - Q = Qualificato - WC = Wild card - LL = Lucky loser | - ALT = Alternate - SE = Special Exempt - PR = Protected Ranking | - w/o = Walkover - r = Ritirato - d = Squalificato |

### Fase finale
|  | Quarti di finale | Quarti di finale      | Quarti di finale      | Quarti di finale | Quarti di finale |  |  | Semifinali         | Semifinali         | Semifinali         | Semifinali         | Semifinali |   |   | Finale          | Finale          | Finale | Finale | Finale |  |
|  |                  |                       |                       |                  |                  |  |  |                    |                    |                    |                    |            |   |   |                 |                 |        |        |        |  |
|  | 1                | Shirley Bloomer       | Shirley Bloomer       | 6                | 6                |  |  |                    |                    |                    |                    |            |   |   |                 |                 |        |        |        |  |
|  |                  | Maria Chiara Ramorino | Maria Chiara Ramorino | 1                | 3                |  |  | Shirley Bloomer    | Shirley Bloomer    | Shirley Bloomer    | 6                  | 7          |   |   |                 |                 |        |        |        |  |
|  | Edda Buding      | Edda Buding           | 1                     | 6                | 6                |  |  | Edda Buding        | Edda Buding        | Edda Buding        | 2                  | 5          |   |   |                 |                 |        |        |        |  |
|  | Rosie Reyes      | Rosie Reyes           | 6                     | 4                | 4                |  |  |                    |                    |                    |                    |            |   |   | Shirley Bloomer | Shirley Bloomer | 1      | 9      | 6      |  |
|  | 3                | Dorothy Head Knode    | Dorothy Head Knode    | 6                | 6                |  |  |                    |                    | Dorothy Head Knode | Dorothy Head Knode | 6          | 7 | 2 |                 |                 |        |        |        |  |
|  |                  | Heather Brewer-Segal  | Heather Brewer-Segal  | 4                | 2                |  |  | Dorothy Head Knode | Dorothy Head Knode | 5                  | 6                  | 6          |   |   |                 |                 |        |        |        |  |
|  |                  | Silvana Lazzarino     | Silvana Lazzarino     | 8                | 6                |  |  | Silvana Lazzarino  | Silvana Lazzarino  | 7                  | 1                  | 2          |   |   |                 |                 |        |        |        |  |
|  | 2                | Thelma Coyne Long     | Thelma Coyne Long     | 6                | 4                |  |  |                    |                    |                    |                    |            |   |   |                 |                 |        |        |        |  |